# Джозеф Ладу

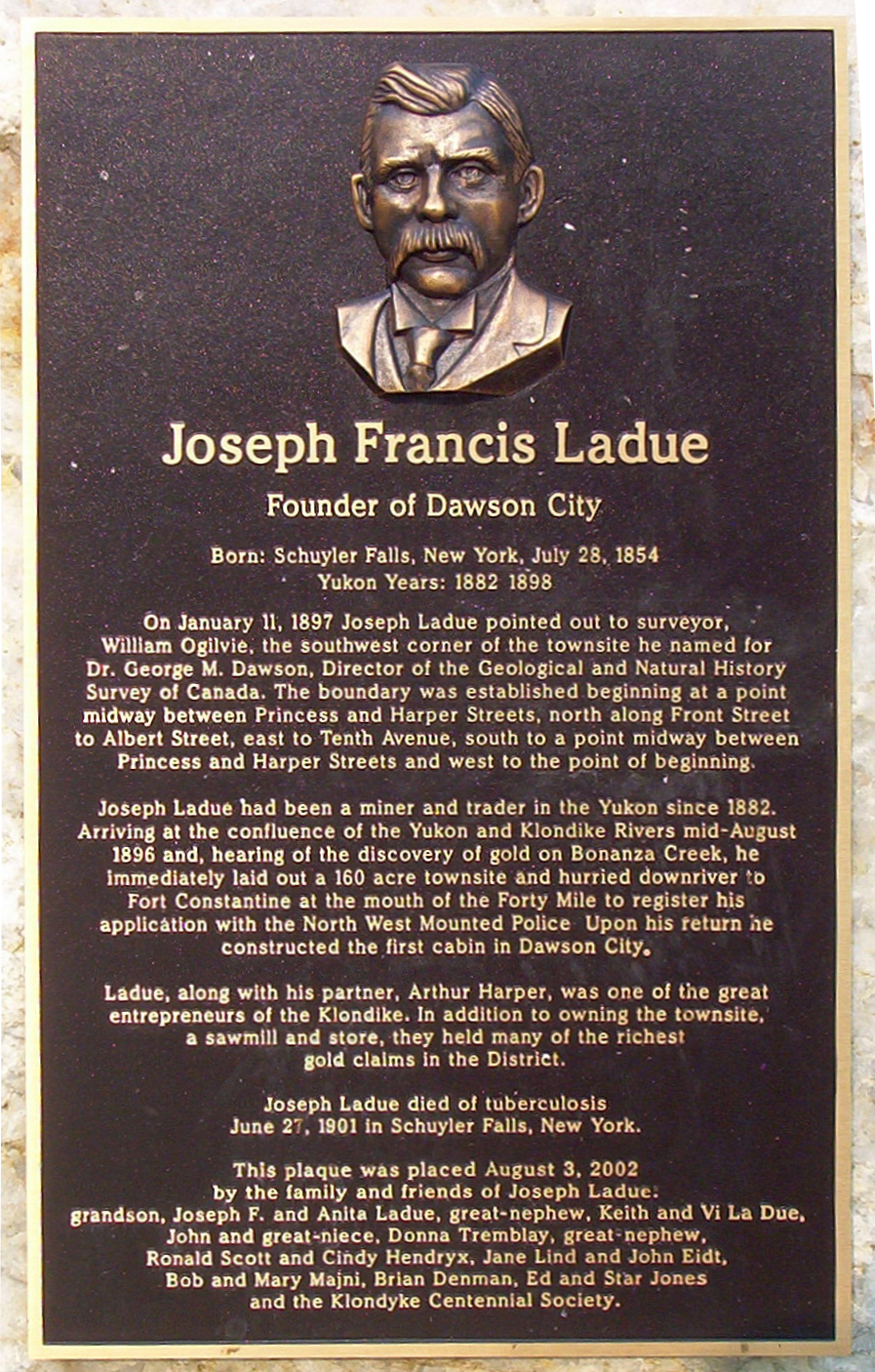
Пам'ятна табличка в Доусон-Сіті

Джозеф Френсіс Ладу (англ. Joseph Francis Ladue) 28 липня 1855 — 27 червня 1901) — старатель (проспектор), підприємець і засновник містечка Доусон-Сіті в Канаді.
Ладу народився в містечку Скайлер-Фоллс. Це містечко знаходиться досить близько до канадського Монреалю (60 миль на північ), і тому в деяких історіях Ладу приписується французько-канадське походження.
Його мати померла, коли Джозефу було 7 років. Після смерті батька у 1874 році Джо подався на захід.
У 1876-му він знайшов роботу на золотому руднику в Південній Дакоті. Розпочавши кар'єру різноробочим, Джо постійно займався самоосвітою у гірничій справі. Незабаром він зайняв посаду машиніста парової машини з оплатою $4 в день, а через 18 місяців був найнятий керівником зміни і ще згодом суперінтендатом з величезною на той час зарплатою $10 в день. Попрацювавши там рік, Джо пробував старательського щастя в Аризоні та Нью-Мексико, але там не збагатів, лише витратив усі свої статки.
Десь у 1881 році Ладу подався на північ, попрацював трохи у золотих копальнях Джуно і незабаром переправився через Чилкутський перевал до території Юкону. До золотої лихоманки ще було далеко, Чилкутський перевал ще не був знаменитий і його в цей рік перейшли заледве 50 чоловік.
Спочатку Джо шукав золото по притоках Юкону, перезимував у Форт-Релайянс, подружився з Джеком МакКвістеном і Артуром Гарпером, що тримали факторію у Форт-Релайянс, і разом з ними почав торговельну справу в районі Юкону. Це зайняло майже десять років його життя на Юконі.
У 1893 році Джо спустився на плоті до Форт-Юкон, поповнив запаси для торгівлі, знову піднявся по річці на однойменному пароплаві і разом з компаньонами заснував факторію на річці Сіксті-Майл. Факторію назвали Огілві на честь геодезиста і першого преставника уряду Канади Вільяма Огілві. Як тільки торгівля сповільнилася, Джо збудував тартак де нарізали дошки — старателі потребували лотків для промивання породи. В Огілві Ладу мав найбільший будинок — на два поверхи, з прибудовами.
Ладу набув популярності завдяки своїм розповідям про майбутнє старательства на притоках Юкону. Деякі з його передбачень справдилися — золото знайшли на Індіанській річці, за 20 миль вниз від факторії Огілві. Один зі старателів, що прислухався до Ладу, був Роберт Гендерсон. Наступні два роки він досліджував Індіанську річку і її притоки. І таки знайшов золото на одній безіменній притоці, яку назвав Золоте Дно. Влітку 1896-го року Гендерсон поповнював свої припаси у факторії і розповів про свою знахідку Ладу, який якраз повернувся з подорожі до Нью-Йорку. Але відразу за кілька днів ця новина була затінена відкриттям золота на річці Клондайк.
Ладу, маючи передчуття великої вигоди і перспективи, спорядив пліт з розпиленою деревиною і спустився до місця, де річка Клондайк впадає в Юкон. 28 серпня 1896 року він застовбив велику болотисту ділянку, спустився по Юконі до селища Форті-Майл, зареєстрував цю ділянку і викупив її в уряду Канади за ціною 1,25 долара за акр, всього 178 акрів (65 га).
У вересні Ладу переправив свій тартак від Сіксті-Майл до нового містечка і невдовзі там вже стояли два зруби, невеликий магазин, стаціонарний тартак і кілька наметів — всього на 25 чоловіків і одну жінку. Наступні два роки тартак працював безперервно день і ніч, всю розпиляну деревину Ладу продавав старателям, що працювали на річці Бонанза. Прибутку з викупленої землі спочатку майже не було. Ділянки на забудову пропонувалися за 5 і до 25 доларів, але лише кілька було продано протягом зими 1896-97 року.
У січні 1897-го року Ладу назвав нове поселення Доусон-Сіті на честь канадця Мерсера Доусона — геолога, одного з перших дослідників Аляски і Північно-Західних територій Канади.
Як тільки звістка про золото на Клондайку розійшлася далі — аж до Серкел-Сіті, до Доусон-Сіті стали прибувати більше старателів і земельний бізнес швидко пішов вгору. У червні 1897-го Доусон-Сіті налічував близько 5 тис. людей і ціни на окремі ділянки вже сягали кількох тисяч доларів.
Джо Ладу завжди був на крок попереду від золотої лихоманки — він завжди вчасно передбачав, що буде потрібно старателям — інструменти, їжа, дошки, будинки. Перший салун теж належав Ладу.
Його тартаки постійно розросталися і виробляли все більше деревини. Наприкінці 1897-го він заснував велику компанію Joseph Ladue Gold Mining and Development Company Ltd. Крім того, він перекупив кілька ділянок, багатих на золото .
Друзі Ладу казали, що раптове багатство і знаменитість приголомшували Джо, який за природою хоч і був відкритим, але до цього часу вів тихе життя. У самий розпал Клондайкської золотої лихоманки, 14 липня 1897 року Ладу повернувся до Нью-Йорку і в грудні одружився з Анною «Кітті» Мейсон. Легенди розповідають, що Анна була його дитячим коханням, і що її батьки не дозволили їй вийти заміж за бідного Джо, і що Джо через це всі ці роки шукав золото. Втім, Анна була ще дитиною, коли Джо покинув домівку і про одруження тоді зовсім не йшлося.
Як би не казали легенди, одруження Джо і Анни широко висвітлювалося в газетах. Молоде подружжя купило ферму на 250 акрів з великими фруктовими садами. У 1899 році подружжя усиновило Френсіса — осиротілого сина колишнього компаньона Ладу.
Джо славився своєю гостинністю і щедрістю. На Різдво він зазвичай роздавав корзини з їжею для бідаків. Хоч сімейство Ладу і старалося уникати великої публічності, але все ж прийняло запрошення на обід з президентом США Вільямом Мак-Кінлі.
Прибутки продовжували надходити з Клондайку, але виснажливі роки на Юконі почали даватися взнаки. Лікарі знайшли в Ладу туберкульоз — популярну серед старателів хворобу, спричинену частим недоїданням і одноманітною їжею, переохолодженням та виснажливою працею. Кілька місяців Ладу лікувався в Колорадо-Спрінгз, весною 1900-го повернувся до своєї ферми і 27 червня цього ж року помер. Лише три роки було відведено йому для спокійного забезпеченого сімейного життя після 16 років освоєння Юкону. Все майно перейшло до його вдови і прийомного сина. Нащадки Ладу надалі проживають у штаті Нью-Йорк.
Дружина Анна пізніше вийшла заміж і прожила до 1948 року.